# Nazionale olimpica di calcio dell'Indonesia
La nazionale olimpica indonesiana di calcio è la rappresentativa calcistica dell'Indonesia che rappresenta l'omonimo stato ai Giochi olimpici.

## Storia
La nazionale olimpica indonesiana di calcio si è qualificata una sola volta ai giochi olimpici nel 1956. In quell'edizione giocò solo una partita nei quarti di finale contro l'URSS in cui pareggio per 0-0. Venne però eliminata per sorteggio.

## Statistiche dettagliate sui tornei internazionali

### Giochi olimpici
| Anno | Luogo             | Piazzamento      | V | N | P | Gol |
| ---- | ----------------- | ---------------- | - | - | - | --- |
| 1952 | Helsinki          | Non partecipante | - | - | - | -   |
| 1956 | Melbourne         | Quarti di finale | 0 | 1 | 1 | 0:4 |
| 1960 | Roma              | Non qualificata  | - | - | - | -   |
| 1964 | Tokyo             | Ritirata         | - | - | - | -   |
| 1968 | Città del Messico | Non qualificata  | - | - | - | -   |
| 1972 | Monaco di Baviera | Non qualificata  | - | - | - | -   |
| 1976 | Montréal          | Non qualificata  | - | - | - | -   |
| 1980 | Mosca             | Non qualificata  | - | - | - | -   |
| 1984 | Los Angeles       | Non qualificata  | - | - | - | -   |
| 1988 | Seul              | Non qualificata  | - | - | - | -   |
| 1992 | Barcellona        | Non qualificata  | - | - | - | -   |
| 1996 | Atlanta           | Non qualificata  | - | - | - | -   |
| 2000 | Sydney            | Non qualificata  | - | - | - | -   |
| 2004 | Atene             | Non qualificata  | - | - | - | -   |
| 2008 | Pechino           | Non qualificata  | - | - | - | -   |
| 2012 | Londra            | Non qualificata  | - | - | - | -   |
| 2016 | Rio de Janeiro    | Non qualificata  | - | - | - | -   |
| 2020 | Tokyo             | Non qualificata  | - | - | - | -   |
| 2024 | Parigi            |                  | - | - | - | -   |

## Tutte le rose

### Giochi olimpici
Calcio ai Giochi Olimpici Estivi 19561 Saelan, 2 Paidjo, 3 Siregar, 4 Thio H. T., 5 Rashjid, 6 Sidhi, 7 Kwee K. S., 8 Ramlan Yatim, 9 Tan L. H., 10 Sudjana, 11 Kasmoeri, 12 Ramang, 13 Ramli Yatim, 14 Dhalhar, 15 Danu, 16 Dana, 17 Witarsa, 18 Arifin, 19 Phwa S. L., 20 Jusron, CT: Pogačnik